# Don Tarr
Pour les articles homonymes, voir Tarr (homonymie).
Pas d'image ? Cliquez ici

a Compétitions nationales et continentales officielles uniquement.

b Matchs officiels uniquement.
Donald James Tarr, né le 11 mars 1910 à Llandeilo Fawr et mort le 4 juin 1980 à Fareham, est un joueur de rugby à XV qui a joué avec l'équipe du pays de Galles en 1935 comme talonneur. 

## Carrière
Don Tarr fait ses débuts pour Swansea en 1933, il joue avec Swansea contre les All Blacks à St. Helens en 1935. Swansea l'emporte 11 points à 3. Il dispute un autre match mémorable le 21 décembre 1935 contre les All Blacks. Le match se solde par une victoire historique des Gallois. Don Tarr a une blessure au cou à cette occasion. Il ne connaît une seule sélection. Don Tarr joue avec les clubs de Swansea, Cardiff. Il connaît aussi une sélection avec les Barbarians en 1935. 

## Statistiques en équipe nationale
- Sélection en équipe nationale : 1
- 1 sélection en 1935